# Cochinchina
Cochinchina o Quinam (en vietnamita: Nam Kỳ; en camboyano: កូសាំងស៊ីន, romanizado: Kausangsin; en francés: Cochinchine) es una región geográfica e histórica que abarca el tercio sur del actual Vietnam. Ocupa el delta del río Mekong, lo cual le confiere una extraordinaria riqueza arrocera. Limita al norte y oeste con Camboya y está abierta al mar de China Meridional y al golfo de Tailandia. Su clima es monzónico, es decir, tropical perhúmedo con una temporada de fuertes tormentas acompañadas de abundantes lluvias. El ser un área muy fértil la hace también muy poblada: en ella se encuentra la principal ciudad de Vietnam: Ciudad Ho Chi Minh (antigua Saigón).
Fue una colonia francesa de 1862 a 1954. El posterior estado de Vietnam del Sur se creó en 1954 combinando la Cochinchina con el sur de Annam. En vietnamita, la región se llama Nam Bộ. Históricamente, se le llamó Gia Định (1779-1832), Nam Kỳ (1834-1945), Nam Bộ (1945-1948), Nam phần (1948-1956), Nam Việt (1956-1975) y más tarde Miền Nam. En francés, se llamaba la colonie de Cochinchine.
En el siglo XVII, Vietnam se dividió entre los señores Trịnh al norte y los señores Nguyễn al sur. La sección norte fue llamada Tonkin por los europeos, y la parte sur fue llamada Cochinchina por la mayoría de los europeos y Quinam por los neerlandeses. Cochinchina nunca fue una sola unidad administrativa hasta que los franceses la tomaron en la década de 1850.
Durante el período colonial francés, la etiqueta se movió más al sur, y llegó a referirse exclusivamente a la parte más meridional de Vietnam, controlada por Camboya en siglos anteriores, y situada al sureste. La capital de la colonia francesa de Cochinchina estaba en Saigón. Las otras dos partes de Vietnam en ese momento se conocían como Annam (Vietnam central) y Tonkin (Vietnam del norte).

## Trasfondo

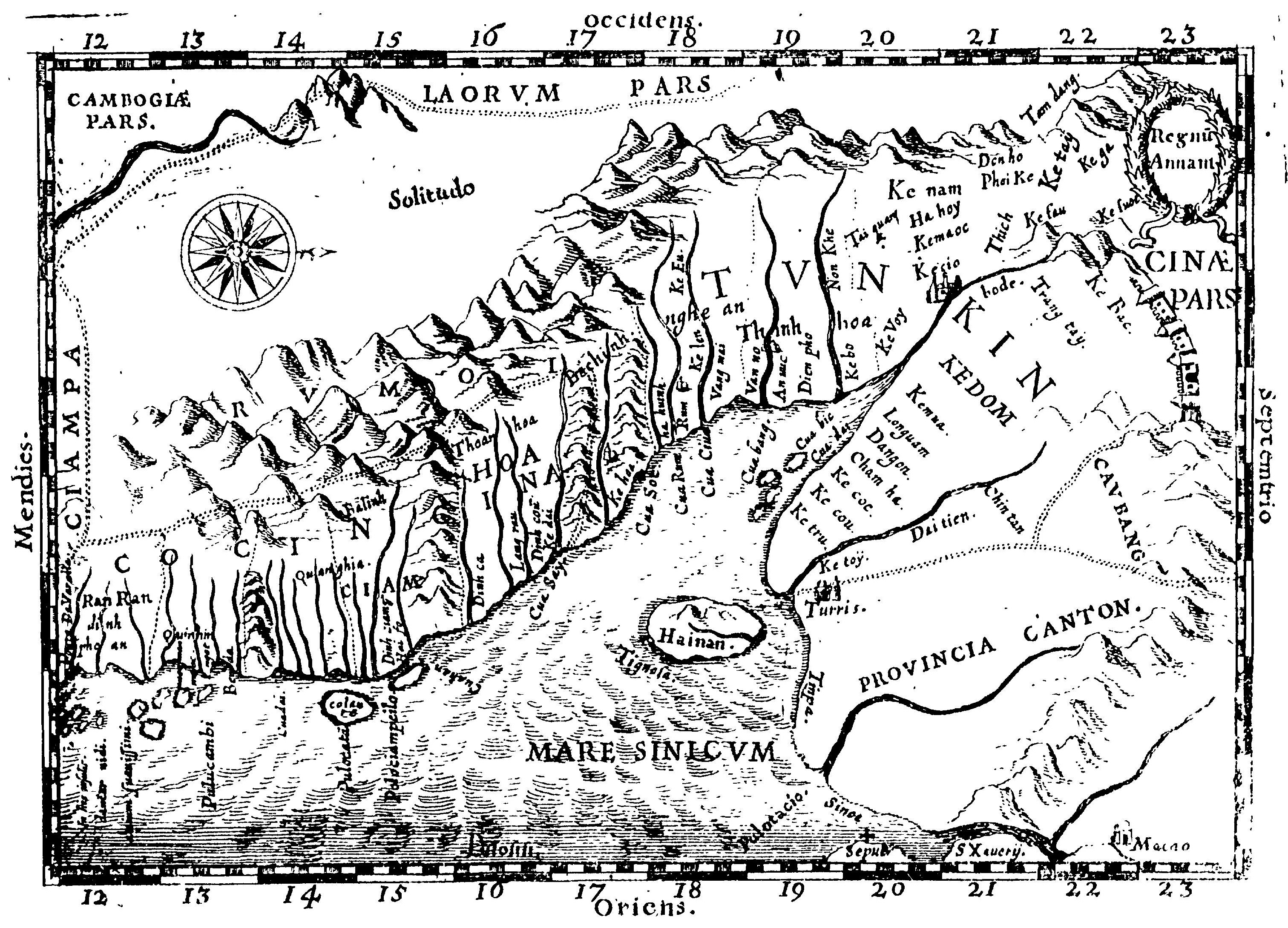
Mapa de "Annam" redactado por Alexandre de Rhodes (1651) que muestra "Cocincina" (izquierda) y "Tunkin" (derecha).

La conquista del sur del actual Vietnam fue un largo proceso de adquisición territorial por parte de los vietnamitas. Los historiadores vietnamitas lo llaman Nam tiến (caracteres chinos: 南進, que significa "avance hacia el sur"). Vietnam (entonces conocido como Đại Việt) casi duplicó su territorio en 1470 bajo el gran rey Lê Thánh Tông, a expensas de Champa. Los siguientes doscientos años fueron una época de consolidación territorial y guerra civil con solo una expansión gradual hacia el sur.
En 1516, los comerciantes portugueses que navegaban desde Malaca desembarcaron en Da Nang, Champa, y se establecieron allí. Llamaron al área Cochin-China, tomando prestada la primera parte del malayo "Kuchi", que se refería a todo Vietnam, y que a su vez derivaba del Jiāozhǐ chino, pronunciado "Giao Chỉ" en Vietnam. Anexaron el especificador China para distinguir el área de la ciudad y el estado principesco de Cochín en la India, su primer cuartel general en la costa de Malabar.
Como resultado de una guerra civil que comenzó en 1520, el Emperador de China envió una comisión para estudiar el estado político de Annam en 1536. Como consecuencia del informe presentado, declaró la guerra contra la dinastía Mạc. El gobernante nominal de los Mạc murió en el momento en que los ejércitos chinos pasaron las fronteras del reino en 1537, y su padre, Mạc Đăng Dung (el poder real en cualquier caso), se apresuró a someterse a la voluntad imperial, y declaró a sí mismo como vasallo de China. Los chinos declararon que tanto la dinastía Lê como la Mạc tenían derecho a una parte de las tierras, por lo que reconocieron las normas Lê en la parte sur de Vietnam y al mismo tiempo reconocieron las normas Mạc en la parte norte, que se llamaba Tunquin (es decir, Tonkin). Este iba a ser un estado feudatorio de China bajo el gobierno de los Mạc.
Sin embargo, este acuerdo no duró mucho. En 1592, Trịnh Tùng, al frente del ejército real (Trịnh), conquistó casi todo el territorio Mạc y trasladó a los reyes Lê a la capital original de Hanói. Los Mạc permanecieron en una pequeña parte del norte de Vietnam hasta 1667, cuando Trịnh Tạc conquistó las últimas tierras del Mạc.

## Reino de los Señores Nguyen (1620-1774)

Bandera de Cochinchina entre el 1 de junio y el 31 de octubre de 1946.

En 1623, Nguyễn Phúc Nguyên, el señor de las (entonces) provincias del sur de Vietnam, estableció una comunidad comercial en Saigón, luego llamada Prey Nakor, con el consentimiento del rey de Camboya, Chey Chettha II. Durante los siguientes 50 años, el control vietnamita se expandió lentamente en esta área, pero solo gradualmente a medida que los Nguyễn estaban librando una guerra civil prolongada con los señores Trịnh en el norte.
Con el final de la guerra con los Trịnh, los Nguyễn pudieron dedicar más esfuerzo (y fuerza militar) a la conquista del sur. Primero, se tomaron los territorios restantes de Champa; luego, las áreas alrededor del río Mekong fueron puestas bajo control vietnamita.
Al menos tres guerras se libraron entre los señores Nguyễn y los reyes camboyanos en el período de 1715 a 1770, con los vietnamitas ganando más territorio con cada guerra. Todas las guerras involucraron a los reyes siameses mucho más poderosos que lucharon en nombre de sus vasallos, los camboyanos. A finales del siglo XVIII, Vietnam se unificó brevemente bajo el mandato de los Tây Sơn. Estos fueron tres hermanos, antiguos campesinos, que lograron conquistar primero las tierras de los Nguyễn y luego las tierras de los Trịnh.
La unificación final se dio bajo Nguyễn Phúc Ánh, un miembro notablemente tenaz de la familia Nguyễn que luchó durante 25 años contra los Tây Sơn y finalmente conquistó todo el país en 1802. Él gobernó todo Vietnam bajo el nombre de Gia Long. Su hijo, Minh Mạng, reinó desde el 14 de febrero de 1820 hasta el 20 de enero de 1841. Con la esperanza de negociar tratados comerciales, los británicos en 1822 enviaron al agente de la Compañía de las Indias Orientales John Crawfurd, y los estadounidenses en 1833 enviaron al diplomático Edmund Roberts,  que regresó en 1836. Ninguno de los enviados conocía plenamente las condiciones del país, y ninguno tuvo éxito.
Los sucesores de Gia Long (la dinastía Nguyễn) repelieron a los siameses de Camboya e incluso anexaron Nom Pen y el territorio circundante en la guerra entre 1831 y 1834, pero se vieron obligados a renunciar a estas conquistas en la guerra entre 1841 y 1845.

## Cochinchina colonial (1864-1949)

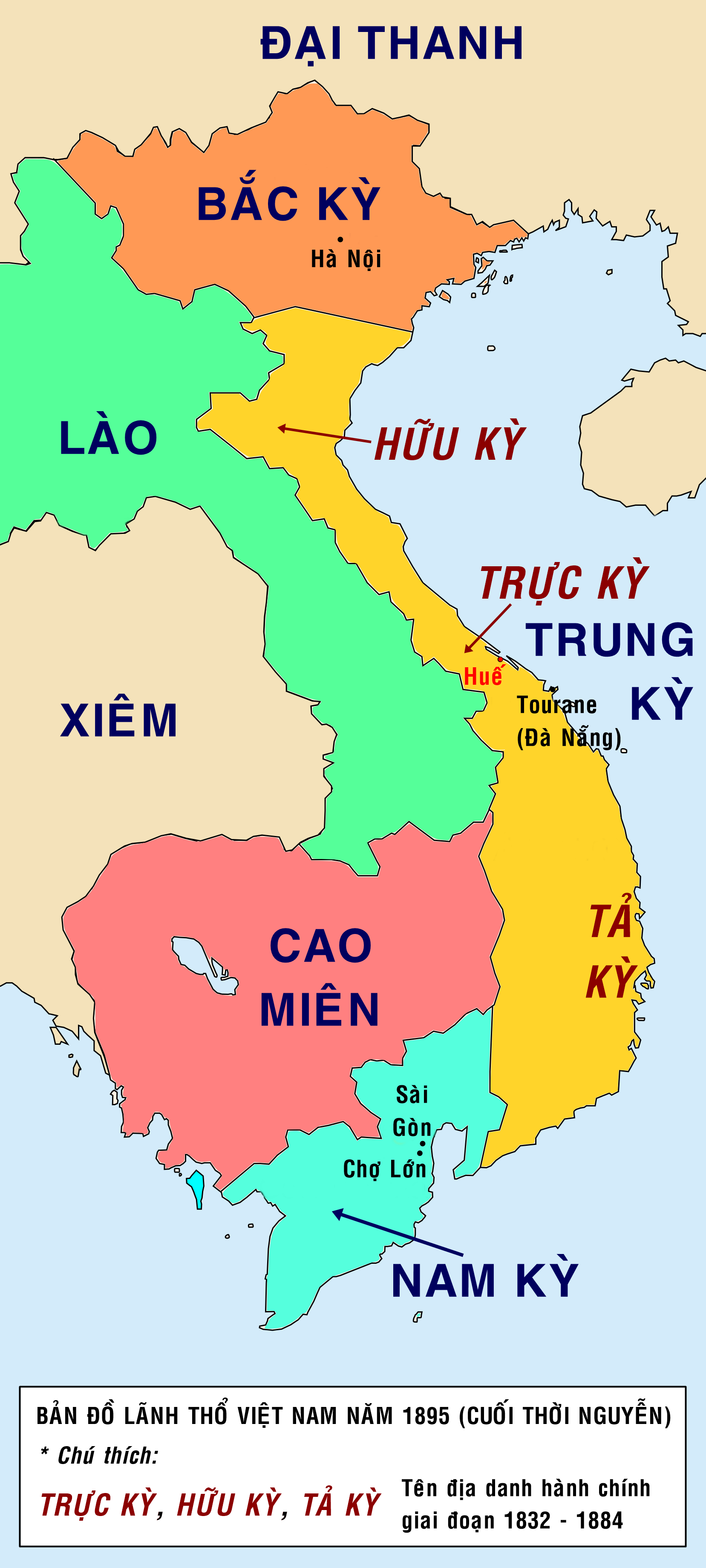
Mapa de Vietnam en 1895

En 1858, el gobierno francés de Napoleón III, con la ayuda de las tropas españolas que llegaron desde Filipinas (que era una posesión española en ese momento), decidió hacerse cargo de la parte sur de Vietnam; el gobierno vietnamita se vio obligado a ceder las provincias Biên Hòa, Gia Định y Định Tường a Francia en junio de 1862. Estos territorios, que luego fueron llamados por los franceses Basse-Cochinchine (Baja Cochinchina), se convirtieron en una colonia francesa llamada Cochinchina.
En 1887, la colonia de la Cochinchina francesa se convirtió en parte de la Unión de Indochina francesa, mientras permaneció separada de los protectorados de Annam y Tonkin.
Cochinchina fue ocupada por Japón durante la Segunda Guerra Mundial (1941-1945), pero luego fue restaurada a Francia. Después de 1945, el estado de Cochinchina fue objeto de discordia entre Francia y el Viet Minh de Hồ Chí Minh. En 1946, los franceses proclamaron a Cochinchina una "república autónoma", que fue una de las causas de la primera guerra de Indochina. En 1948, Cochinchina pasó a llamarse "Gobierno Provisional de Vietnam del Sur". Se fusionó al año siguiente con el "Gobierno Central Provisional de Vietnam", y así se estableció oficialmente el Estado de Vietnam, con el exemperador Bảo Đại como jefe de Estado.
Después de la primera guerra de Indochina, Cochinchina se fusionó con el sur de Annam para formar la República de Vietnam (Vietnam del Sur).
Durante los Acuerdos de Ginebra del 21 de julio de 1954, que sellaron la independencia total de Vietnam, el país se dividió por el paralelo 17 con la República Democrática de Vietnam al norte dirigida por Hồ Chí Minh y al sur la República de Vietnam (compuesto de Cochinchina y Annam del sur). Los últimos soldados franceses evacuaron Saigón el 10 de abril de 1956.

## Dentro de la República de Vietnam

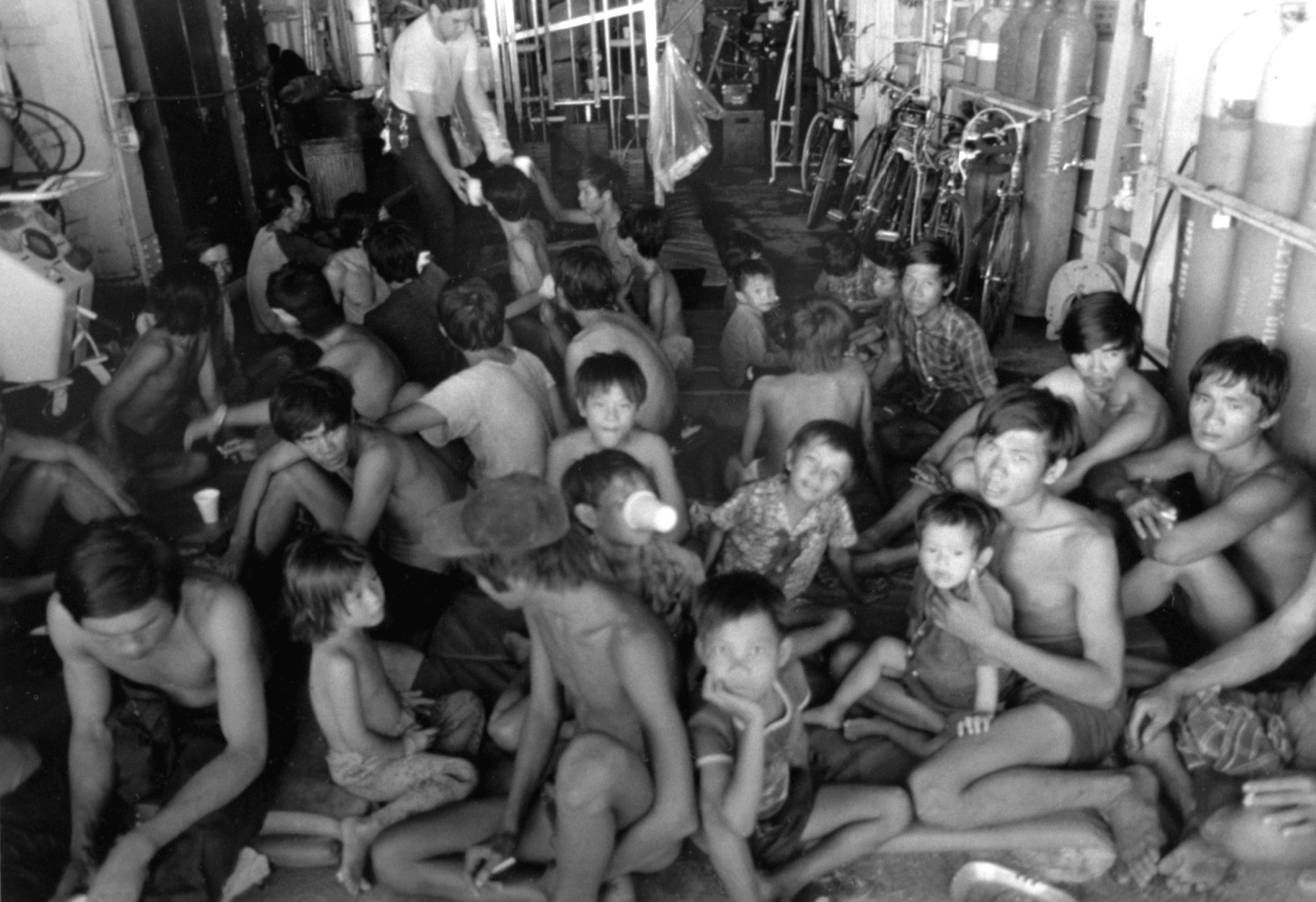
Boat-people (gente de botes) reunidos a bordo de un barco estadounidense en 1982.

Tras la independencia la historia de Cochinchina se confunde con la del Estado de Vietnam y luego con la de la República de Vietnam (más comúnmente llamada Vietnam del Sur, 1955-1975) cuya capital se encontraba en Saigón.
El Viêt Cong se infiltró cada vez más en Vietnam del Sur organizando guerrillas allí. Estados Unidos decidió intervenir allí desde 1961 y los primeros bombardeos masivos del norte comenzaron en 1965. Fue el comienzo de la guerra de Vietnam y la americanización del país. Sin embargo varios ciudadanos franceses, por ejemplo, en varios liceos franceses, incluidos los de Saigón y Da Nang, personal de salud, clérigos y algunos empresarios de habla francesa todavía vivían en el sur del país, hasta 1975. La invasión del sur por el norte con la caída de Saigón en abril puso fin definitivamente a toda presencia francesa. También es el final de la francofonía en Vietnam en beneficio exclusivo del inglés.
Saigón fue renombrado oficialmente en 1976 a Ciudad Ho Chi Minh nombre del fundador del Partido Comunista Vietnamita y de Viêt Minh. Sin embargo, la mayoría de sus habitantes continúan llamándola Saigón.
La gente de botes comenzó a huir por cientos de miles[cita requerida] de Cochinchina y el sur del país. Según el Alto Comisionado de las Naciones Unidas para los Refugiados, 250 000 de ellos mueren en el mar en diez años.

## La expresión popular
Para referirse a algo que está muy lejano se emplea coloquialmente la deformación Conchinchina: «Su casa está en la Conchinchina».